# Festival Internacional de Música de Jimena de la Frontera
El Festival Internacional de Música de Jimena de la Frontera fue un evento cultural de renombre que se celebraba anualmente en Jimena de la Frontera, Cádiz, España. Desde su primera edición en el año 2000, el festival ofreció una programación ecléctica que abarcaba géneros como música clásica, jazz, flamenco y músicas del mundo, atrayendo a artistas de prestigio nacional e internacional. 

## Ediciones
A lo largo de sus ediciones, el festival contó con la participación de destacados artistas. En 2002, por ejemplo, se presentaron la European Union Chamber Orchestra, el quinteto de Steve Waterman, una compañía del Bolshoi Ballet, el Barefield Ceili Band, Sara Baras, Alba Ventura, Mercedes Peón, Justus Grimm, Vicente Amigo, Josep Sancho y Die Reinhardt. 
La edición de 2004 destacó por la presencia de figuras como Paco de Lucía, Joan Manuel Serrat, Tomatito, Sara Baras y Eva Yerbabuena.
En 2007, el festival estuvo dedicado a Cuba y presentó a artistas como Habana Blues, Chucho Valdés, Orishas, Vocal Tempo, Farah María, los grupos Compay y Guayabero, además de figuras del flamenco como Diego El Cigala, Miguel Poveda, Antonio Carmona y Son de la Frontera. También, el cantante catalán Macaco fue cabeza de cartel del festival en 2009.
La edición de 2018 incluyó actuaciones de la bailaora jimenata Lucía Álvarez "La Piñona" y grupos de música de ópera, flamenco y Singing Salon.
Aunque el festival ya no se celebra en la actualidad, su legado cultural perdura en la memoria de la comunidad y de quienes tuvieron la oportunidad de disfrutar de sus ediciones. Eventos como el Festival CODA de Música Clásica, que en 2024 celebró su undécima edición, continúan la tradición musical en Jimena de la Frontera, ofreciendo conciertos y actividades relacionadas con la música clásica.

## Artistas
- 2002:
  - European Union Chamber Orchestra
  - Quinteto de Steve Waterman
  - Compañía del Bolshoi Ballet
  - Barefield Ceili Band
  - Sara Baras
  - Alba Ventura
  - Mercedes Peón
  - Justus Grimm
  - Vicente Amigo
  - Josep Sancho
  - Die Reinhardt
- 2004:
  - Paco de Lucía
  - Joan Manuel Serrat
  - Sara Baras
  - Eva Yerbabuena
- 2006:
  - Noa
  - Cheikh Lô
  - Lura
  - Richard Bona
  - Javier Ruibal
  - Antonio "El Pipa"
  - Paco Cepero
  - Moraíto Chico
  - Diego Carrasco
  - Falete
  - Elena Riu
  - Richard Hosford con el Bridget Quartet
  - Orquesta Manuel de Falla
  - Les Petits Chanteurs de Saint-Marc (Los Chicos del Coro)
  - Liane Carroll
  - La Reggaera
  - Pastora
  - SFDK
  - Jackson Browne
  - John Cale
  - Luis Eduardo Aute
  - Kiko Veneno
  - Martirio
  - Enrique Morente
  - Toti Soler
  - Jabier Muguruza
  - Son de la Frontera
- 2007:
  - Habana Blues
  - Jarabe de Palo
  - Chucho Valdés
  - Vocal Tempo
  - Farah María
  - Compay Segundo
  - El Guayabero
  - Diego El Cigala
  - Miguel Poveda
  - Antonio Carmona
  - Son de la Frontera
  - Macaco
- 2018:
  - Lucía Álvarez "La Piñona"
  - Grupos de ópera, flamenco y Singing Salon